# Боліваризм
Боліваризм є сумішшю панамериканських, соціалістичних та національно-патріотичних ідеалів, націлених проти несправедливостей імперіалізму, нерівності та корупції. Назва походить від імені Симона Болівара, Венесуельського генерала 19-го століття, визволителя, який очолив боротьбу за незалежність у більшій частині Південної Америки від іспанської монархії.
В останні роки найважливішим політичним проявом боліваризму був уряд президента Венесуели Уго Чавеса, який з початку свого президентства назвав себе боліварським патріотом і застосував свою інтерпретацію кількох ідей Болівара до повсякденних справ, як частину Боліварійської революції . Це знайшло підтвердження у Конституції 1999 року, яка змінила назву Венесуели на Боліварська Республіка Венесуела та інші ідеї, такі як болівариські школи, болівариські осередки та болівариський університет Венесуели. Термін "Боліваризм" часто використовується спеціально для позначення правління Чавеса.
Центральними пунктами боліваризму, за Чавесом, є наступні:
- Економічний і політичний суверенітет Південної Америки (антиімперіалізм)
- Забезпечення безпосередньої участі населення у політичному процесі через голосування та референдуми (учасницька демократія)
- Економічна самодостатність (у продуктах харчування, споживчих товарах та ін.)
- Заохочувати в народі національну етику патріотичного служіння
- Справедливий розподіл великих природних ресурсів (Південної Америки)
- Подолання корупції

Чавеса також надихали марксистські ідеї,  традиції кооперації, життя Хорхе Елієзера Гайтана, Фіделя Кастро, Че Гевари та Сальвадора Альєнде. Іншим ключовим впливом на політичну філософію Чавеса є Езекіль Замора та Сімон Родрігес.

## Поширення
Боліваризм наслідували в Болівії та Еквадорі, які зазнали кризи політичних партій. Згідно з дослідженням 2017 року, боліваризм не зміг поширитсь далі Латинською Америкою та Карибським басейном "в країнах, де політичні партії та демократичні інститути залишаються функціонуючими, а місцеве та громадянське суспільство цінує демократію, плюралізм та ліберальні права через жорстокий автократичний досвід". У дослідженні також було встановлено, що "страх боліваризму також привів до перевороту проти президента Зелая в Гондурасі".
 Аспекти боліваризму були адаптовані іспанською політичною партією Podemos.